# Il senso dell'alligatore
Il senso dell'alligatore è un romanzo italiano di genere thriller edito da Piemme nel 2023 e scritto da Guido Sgardoli. È ambientato negli Stati Uniti nell'immaginaria cittadina di Wytago nel Vermont, nell'anno 2000. Racconta il tormentato percorso di un veterinario, Larry Nowak, che cerca di rifarsi una vita dopo un drammatico incidente che l'ha ridotto l'ombra di se stesso. 
Le tematiche affrontate sono il senso di colpa e la responsabilità, l'accettazione del diverso e, soprattutto, le dinamiche di una piccola comunità chiusa. Wytago, infatti, è un personaggio del romanzo al pari degli esseri umani e degli animali: un luogo dove il tempo si è fermato (le lancette dell'orologio sulla torre del municipio sono «volate via in un giorno di vento»), e dove la polvere viene nascosta malamente sotto i tappeti e dietro gli usci imbiancati delle case.

## Trama
Larry Nowak ha trascorso sei anni e mezzo in un letto d'ospedale a causa di un terribile incidente. Quando si risveglia, oltre a un lungo e doloroso percorso di riabilitazione, lo attende un mondo che è andato avanti anche senza di lui e in cui Larry non si riconosce più. Decide di trasferirsi in un piccolo villaggio di montagna nel Vermont, Wytago, dove subentra al vecchio veterinario, andato in pensione. Qui Larry cerca di ricostruirsi una quotidianità, di fare nuove amicizie, di non essere più per tutti solo The new kid in town. Ma il passato non dimentica e, soprattutto, non basta cambiare città per lasciarselo alle spalle. Inoltre, in un paese piccolo, tutti sanno tutto di tutti. E così non passano inosservate la sua dipendenza dai farmaci, gli eccessi nel bere, i terribili sbalzi di umore. Quando poi un ragazzino viene misteriosamente ucciso e un altro, che aveva fatto amicizia con Larry, scompare, l'attenzione è subito puntata su di lui. Chi meglio di un estraneo può diventare il capro espiatorio dei vizi e dei cattivi costumi di una piccola comunità? Larry si chiude in se stesso iniziando anche a soffrire di allucinazioni incredibilmente reali, al punto da dubitare che siano davvero semplici allucinazioni da farmaci: come, ad esempio, l'alligatore.

## Personaggi
- Larry Nowak, veterinario, ha passato sei anni e mezzo in un letto d'ospedale, in coma. Quando si risveglia decide di provare a ricominciare a vivere. Cambia città e sale al nord, in un piccolo centro della provincia, Wytago (che in lingua algonchina significa rinascita), dove, faticosamente, riprende contatto con la realtà. Ma i fantasmi del suo passato e gli anni nel limbo del coma tornano a fare i conti con lui, ingombranti, inquietanti. Chi è davvero Larry Nowak? E cosa sta accadendo in quel piccolo paese perso nelle montagne del Vermont?
- Josephine Boulding, un'anziana donna che non esce mai di casa e che abita di fronte alla casa di Larry. Vive rinchiusa nel suo eremo scandendo i momenti della giornata attraverso le piccole routine quotidiane, tra cui la serie televisiva St. Gregory Hospital, dove la dottoressa Fernon incarna l'ideale della donna americana emancipata. Josephine conosce molti dei segreti di Wytago, tra cui la vicenda dell'uomo che abitava la casa di Larry prima di lui, il dottor Ellroy.
- Etta Grier, è l'occhio di Wytago, la donna a cui nulla sfugge. Vive con il marito Howell, martire delle fissazioni e delle paranoie della moglie. Etta colleziona compulsivamente foulard di seta e bambole di porcellana. Da quando Larry Nowak si è trasferito a Wytago, non lo perde di vista un secondo. È convinta che nasconda qualcosa, che sia un poco di buono, e che lo sceriffo dovrebbe indagare su di lui.
- Thurgood Blanchard, è lo sceriffo di Wytago, un uomo di circa quarant'anni insoddisfatto del suo lavoro e della sua vita. È sposato con Francine, ma da quando il loro bambino, Tommy, è morto, sei anni prima, la loro unione si è lentamente sgretolata. Francine è sotto antidepressivi e Thurgood spera di riuscire a portarla via da Wytago e condurla a Salem, dov'è nata e cresciuta, per riaccenderle la scintilla della vita. A guastargli i piani ci si mette un agente speciale mandato dall'Anticrimine di Boston che indaga su un misterioso omicidio ma mette anche in dubbio l'operato dello sceriffo e dei suoi uomini.
- Jobeth Allison, giovane vedova che vive a Wytago. Fa mille lavori per mantenere se stessa e il figlio di dieci anni, dopo che il marito, morto in un incidente stradale, l'ha lasciata con un monte di debiti. Fa amicizia con Larry, intrigata dalla novità che rappresenta, finché non comincia ad avere dei dubbi su di lui.
- Donnie Licois, è il proprietario dell'omonimo emporio, un negozio d'altri tempi sotto il cui portico si riunisce insieme ai suoi amici, i Ragazzi di Wytago. La sua famiglia ha fondato la città e si ritiene per diritto ereditario “la legge”. Ha idee estremiste e di destra. Guarda con diffidenza chiunque non sia di quelle parti.

## Edizioni
- Guido Sgardoli, Il senso dell'alligatore, Piemme, 2023, ISBN 9788856689976.

### Interviste
- Guido Sgardoli, Il senso dell'alligatore, su raicultura.it.
- Tg2 Weekend - Rubrica Da leggere del 10/06/2023, su bancadati.datavideo.it.
- Tg4 ore 12.00 del 05/06/2023, su bancadati.datavideo.it.
- Intervista a Rai Radio 1 - Re Noir. I Colori del giallo, su bancadati.datavideo.it.
- Corriere della Sera del 07/05/2023, su archiviolalettura.corriere.it.